# Otostylis
Otostylis is een geslacht van orchideeën uit de onderfamilie Epidendroideae.
Het zijn middelgrote terrestrische planten van moerassen en humusrijke open plaatsen in zeer vochtige, montane tropische regenwouden uit Zuid-Amerika en de Caraïben, met kleine pseudobulben en een veelbloemige bloemtros met tientallen wit-gele bloemen.

## Naamgeving en etymologie
De geslachtsnaam Otostylis is een samenstelling van Oudgrieks οὖς, ous (oor) en στῦλος, stulos (zuil), naar het gevleugelde gynostemium of zuiltje.

## Kenmerken
Otostylis-soorten zijn middelgrote tot grote terrestrische planten, met een korte rizoom en rudimentaire eivormige pseudobulben volledig omgeven door de bladscheden van afgevallen bladeren, die ook een deel van de bloemstengel bedekken. De één of twee rechtopstaande bladeren zijn lijn- tot lancetvormig, glad, met dorsaal geribde nerven, een spitse top en versmalde basis, zoals die van Zygopetalum. De bloeiwijze is een okselstandige, veelbloemige tros op een lange, rechtopstaande bloemstengel.
De bloemen zijn meestal wit en geel, met gelijkvormige, min of meer vlakke, lancetvormige kelk- en kroonbladen. De bloemlip is breed en vlak, aan de basis gelobd of geoord en draagt een opvallende centrale, gele, halfcirkelvormige callus. Het gynostemium is kort met oorvormige vleugels, een eindstandige helmknop en twee paar wasachtige pollinia.

## Taxonomie
Otostylis zou volgens DNA-onderzoek uit 2005 door Whitten en anderen een polyfyletische groep zijn, die enkel samen met de geslachten Acacallis (nu Aganisia), Koellensteinia en Paradisanthus een monofyletische clade zou kunnen vormen.
Het geslacht omvat vier soorten. De typesoort is Otostylis lepida.

### Soorten
- Otostylis alba (Ridl.) Summerh. (1951)
- Otostylis brachystalix (Rchb.f.) Schltr. (1918)
- Otostylis lepida (Linden & Rchb.f.) Schltr. (1918)
- Otostylis paludosa (Cogn.) Schltr. (1918)